# Galaxia M102
Messier 102 (también conocido como M102) es una galaxia listada en el Catálogo Messier que no puede identificarse sin ambigüedad. Las dos identificaciones más probables son el Messier 101 y NGC 5866

M101 (Galaxia del Molinete).
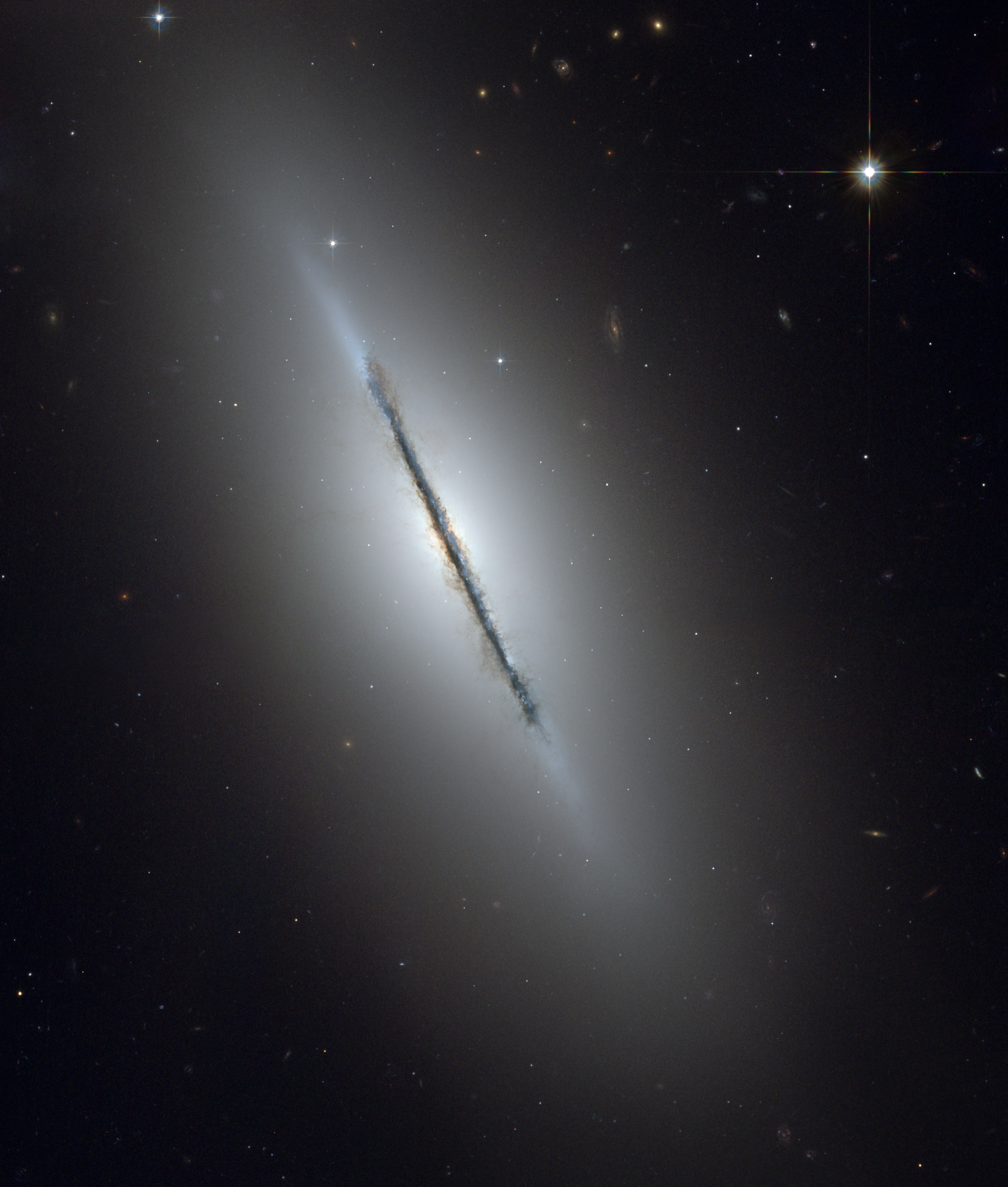
NGC 5866 (Galaxia Eje).